# Arpedium quadrum
Arpedium quadrum (лат.) — вид жуков из подсемейства Omaliinae семейства стафилиниды. Европейский вид. Обитает на берегах, речных берегах, заболоченных территориях и топях (Phragmitetum, Caricetum), поврежденных заболоченных территориях. Также в таких биотопах как сельские поселения, небольшие песчаные участки и территории возле водных источников.  Мелкие коротконадкрылые жуки. Голова за глазами с явственно закруглёнными висками. Брюшко относительно широкое для стафилинид. Лапки 5-члениковые.